# Synagoge (Żarki)
Koordinaten: 50° 37′ 36,8″ N, 19° 21′ 51,8″ O

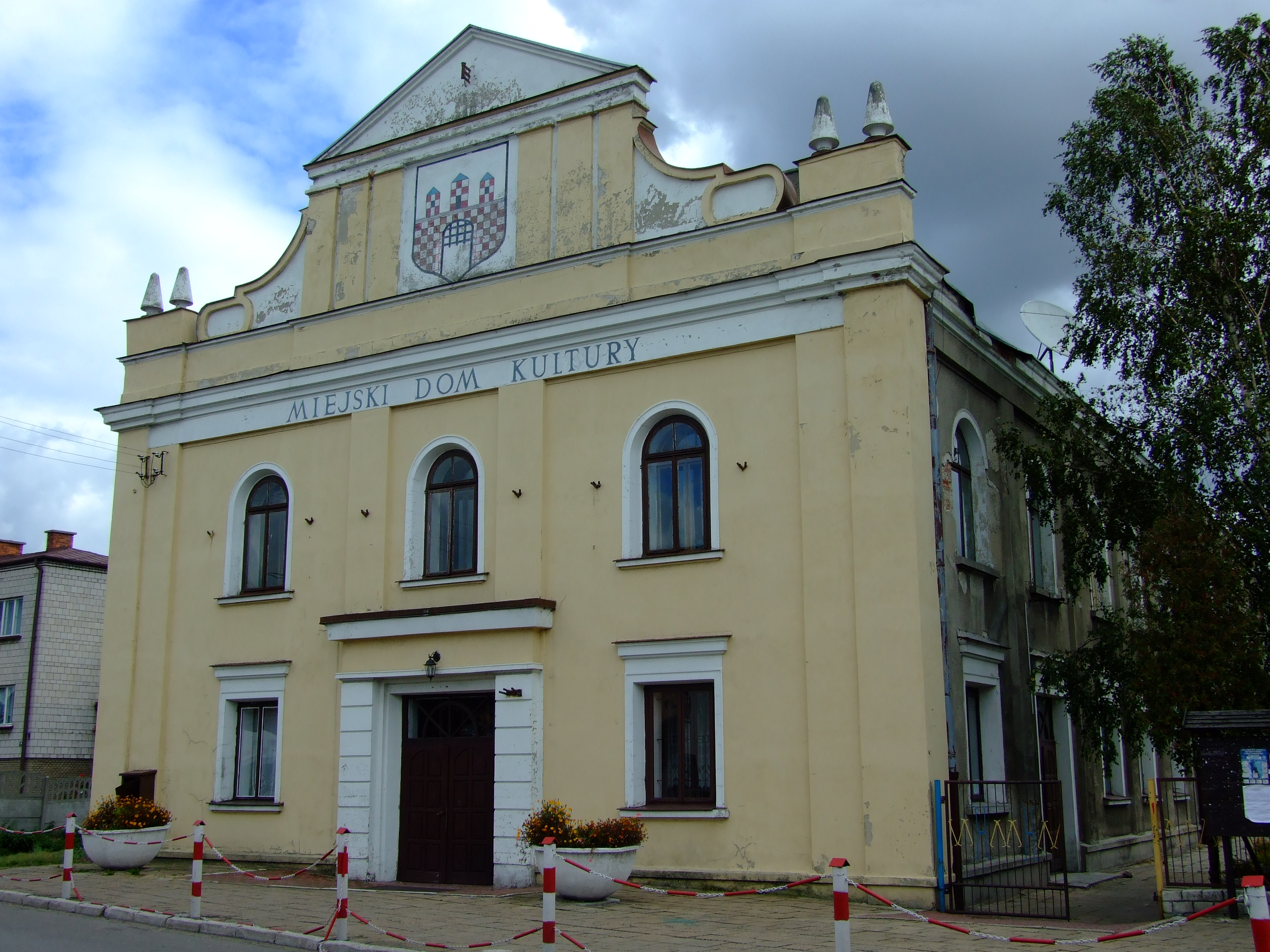
Synagoge in Żarki

Die Synagoge in Żarki, einer Stadt in der Woiwodschaft Schlesien in Polen, wurde um 1870 auf Veranlassung örtlicher Reformjuden im Stil des Historismus errichtet. Die Synagoge befindet sich an der Stanisława Moniuszki-Straße 2.
Während des Zweiten Weltkrieges wurde die Synagoge durch die deutschen Besatzer verwüstet. Seit den 1950er Jahren wird das Gebäude als Kulturhaus genutzt. Von 2009 bis 2011 erfolgte eine Renovation. Die ursprüngliche Anordnung der Innenräume ist erhalten geblieben.